# Bitka pri Assunpink Creeku

Bitka pri Assunpink Creek ali Bitka pri potoku Assunpink, znana tudi kot Druga bitka pri Trentonu, je bila bitka med ameriškimi in britanskimi vojaki trinajst kolonij in Kraljevine Velike Britanije, ki se je odvila v in okoli Trentona, New Jersey med ameriško vojno za neodvisnost in se je končala z ameriško zmago.
Po zmagi v bitki pri Trentonu zgodaj zjutraj 26. decembra 1776 je general George Washington iz kontinentalne vojske in njegov vojni svet pričakoval močan britanski protinapad. Washington in njegov vojni svet sta se odločila, da se bosta temu napadu izognila v Trentonu in vzpostavila obrambni položaj južno od potoka Assunpink.
Generalpodpolkovnik Charles Cornwallis je po bitki 26. decembra vodil britanske sile proti jugu. Cornwallis je v Princetonu, New Jersey, pustil 1.400 mož pod poveljstvom podpolkovnika Charlesa Mawhooda in 2. januarja s približno 5.000 možmi napredoval proti Trentonu. Njegovo napredovanje so znatno upočasnili obrambni spopadi ameriških strelcev pod poveljstvom Edwarda Handa, predhodnica pa je Trenton dosegla šele v mraku. Potem ko je trikrat napadel ameriške položaje in bil vsakič odbit, se je Cornwallis odločil počakati in bitko končati naslednji dan. Washington je tisto noč premaknil svojo vojsko okoli Cornwallisovega tabora in naslednji dan napadel Mawhooda pri Princetonu. Ta poraz je Britance spodbudil, da so se za zimo umaknili iz večjega dela New Jerseyja.

## Ozadje
V noči s 25. na 26. december 1776 je George Washington, vrhovni poveljnik celinske vojske, s svojo vojsko prečkal reko Delaware in zjutraj 26. decembra napadel garnizijo hessijskih najemnikov v bitki pri Trentonu. Hessijska garnizija je bila obkoljena in hitro poražena. Washington je popoldne ponovno prečkal reko in se vrnil v svoj tabor v Pennsylvaniji. 30. decembra je Washington premaknil svojo vojsko nazaj v Trenton in namestil svoje može na južno stran potoka Assunpink.

## Začetek

### Washingtonov poziv
V Trentonu se je Washington soočil z dilemo. Vsem njegovim možem, razen peščice, so se 31. decembra iztekle vpisne pravice in vedel je, da se bo vojska sesula, če jih ne bo prepričal, naj ostanejo. Zato je Washington 30. decembra pozval svoje može, naj ostanejo še en mesec za nagrado v višini desetih dolarjev. Vse može, ki so se želeli prostovoljno javiti, je prosil, naj dvignejo svoje muškete, vendar se nihče ni javil. Washington je nato obrnil konja in se odpeljal pred vojake, rekoč: »Moji pogumni fantje, storili ste vse, kar sem vas prosil in več, kot je bilo razumno pričakovati; toda na kocki je vaša država, vaše žene, vaše hiše in vse, kar vam je drago. Izčrpali ste se z napori in stiskami, vendar ne vemo, kako bi vam prizanesli. Če se boste strinjali, da ostanete le še en mesec, boste storili tisto storitev za svobodo in svojo državo, ki je verjetno nikoli ne bi mogli storiti v nobenih drugih okoliščinah.« Sprva ni nihče stopil naprej, nato pa je stopil naprej en vojak, sledila mu je večina drugih, tako da je v prvotni vrsti ostalo le nekaj vojakov.

### Priprave
1. januarja 1777 je v Trenton prispel denar kontinentalnega kongresa in možje so bili plačani. Washington je od kongresa prejel tudi vrsto sklepov, vključno s tistim, ki je Washingtonu dal pooblastila, podobna tistim, ki jih ima vojaški diktator. Washington se je odločil, da se bo boril pri Trentonu in ukazal generalu Johnu Cadwaladerju, ki je bil pri Crosswicks, New Jersey, z 1.800 pripadniki milicami, naj se mu pridruži v Trentonu. 31. decembra je Washington izvedel, da se vojska 8.000 mož pod poveljstvom generala Cornwallisa premika, da bi ga napadla pri Trentonu.
Washington je svojim možem ukazal, naj zgradijo zemeljske nasipe, ki so bili vzporedni z južnim bregom potoka Assunpink jugovzhodno od Trentona (blizu sodobne lokacije tranzitnega centra Trenton). Linije so se raztezale približno 4,8 km po južnem koncu potoka. Vendar je eden od Washingtonovih pomočnikov, Joseph Reed, poudaril, da so više ob reki plitvine, ki jih lahko Britanci prečkajo in nato bodo ti v položaju, da prodrejo v Washingtonov desni bok. Washington ni mogel pobegniti čez Delaware, ker so bili vsi njegovi čolni nekaj kilometrov više ob reki. Washington je svojim častnikom povedal, da namerava premakniti vojsko in da je njihov trenutni položaj le začasen.

### Britansko gibanje
Cornwallisu, ki se je nameraval vrniti v Britanijo, je bil dopust odpovedan. Odjahal je v Princeton, da bi dohitel generala Jamesa Granta, ki se je premaknil s 1.000 vojaki, da bi okrepil Princeton. Cornwallis je prispel in Grant in Carl von Donop sta ga prepričala, naj z združenimi silami napade Trenton.
Do 1. januarja 1777 sta Cornwallis in njegova vojska dosegla Princeton. 2. januarja je Cornwallis tam pustil del svojih sil pod poveljstvom Charlesa Mawhooda in se s 5.500 možmi odpravil po cesti proti Trentonu, ki je bil oddaljen 11 mi (18 km). Cornwallisova vojska je imela 28 topov in je korakala v treh kolonah. Ko je Cornwallis dosegel Maidenhead (danes Lawrenceville, New Jersey), je odposlal polkovnika Alexandra Leslieja z 1.500 možmi in jim ukazal, naj tam ostanejo do naslednjega jutra.

## Bitka

### Odlašanje akcij
Pred svojo vojsko je Cornwallis postavil bojno linijo hesenskih jägerjev in britanskih lahke pehote. Dva dni prej je Washington poslal čete pod poveljstvom Matthiasa Alexisa Roche de Fermoya, da postavijo zunanjo obrambno linijo na pol poti med Trentonom in Princetonom, da bi odložili britanski prodor. Ko so se Britanci približali, se je Fermoy pijan vrnil v Trenton. Polkovnik Edward Hand je prevzel njegovo poveljstvo.
Ko so se Britanci približali, so ameriški strelci odprli ogenj. Ameriški strelci so se skrili v gozdu, grapah in celo v ovinkih na cesti in vsakič, ko so se Britanci postavili v bojno vrsto, so se strelci umaknili in streljali iz kritja. Ko je bil Hand prisiljen zapustiti ameriški položaj ob Five Mile Runu, je zavzel nov položaj, gosto gozdnato območje na južnem bregu potoka Shabakunk Creek. Hand je svoje može razporedil med drevesa, kjer so bili tako dobro zaščiteni pred očmi, da jih Britanci niso mogli videti, ko so prečkali most čez potok. Strelci so nanje streljali od blizu. Intenziven ogenj je Britance zmedel, tako da so mislili, da se jim je nasproti postavila vsa ameriška vojska, zato so se razvrstili v bojne vrste in pripeljali svoje topove. Britanci so pol ure preiskovali gozd in iskali Američane, toda Hand se je že umaknil na nov položaj.
Do treh popoldne so Britanci dosegli sotesko, znano kot Stockton Hollow, približno pol milje (0,8 km) od Trentona, kjer so Američani oblikovali novo obrambno linijo. Washington je želel zadržati Britance do noči, ko bi tema preprečila Britancem napad na njegovo obrambo na južni strani potoka Assunpink. Z artilerijo na položajih so Britanci napadli Handov novi položaj, ta pa se je umaknil in se počasi umikal v Trenton. Hand je poslal svoje čete na streljanje izza hiš ob poti. Ko so Handove čete prišle do potoka, so jih Hessijci napadli z bajoneti, kar je povzročilo kaos med Američani. Washington je, ko je videl kaos, odjahal skozi množico mož, ki so prečkali most in zakričal, naj se Handova zadnja četa umakne in pregrupira pod kritjem ameriškega topništva.

### Britanski napad
Medtem ko so se Britanci pripravljali na napad na ameriško obrambo, sta nasprotni strani izmenjali ogenj iz topov in mušket. Britanci so se premikali čez most in napredovali v kolonah, Američani pa so streljali skupaj. Britanci so se umaknili, vendar le za trenutek. Britanci so ponovno napadli most, a jih je ogenj topov pregnal nazaj. Britanci so še zadnjič napadli, toda Američani so tokrat izstrelili strel iz kartuše in britanske vrste so bile prestreljene z ognjem. Neki vojak je rekel: "Most je bil videti rdeč kot kri, z njihovimi ubitimi in ranjenimi ter njihovimi rdečimi plašči."

## Umik Američanov

### Cornwallisova odločitev
Ko je Cornwallis z glavno vojsko prispel v Trenton, je sklical vojni svet, da bi ugotovil ali naj nadaljuje z napadom. Cornwallisov intendant general, William Erskine, je Cornwallisa pozval, naj takoj udari, rekoč: »Če je Washington general, za katerega ga imam, njegove vojske zjutraj tam ne bodo našli.« Toda James Grant se ni strinjal in je trdil, da Američani nimajo možnosti za umik in da so britanske čete izčrpane ter da bi bilo bolje, da napadejo zjutraj, ko se spočijo. Cornwallis ni hotel čakati do jutra, vendar se je odločil, da bo to bolje, kot da bi svoje čete poslal v napad v temi. Cornwallis je rekel: »Starega lisjaka imamo zdaj na varnem. Zjutraj ga bomo šli tja in ga ujeli.« Cornwallis je nato svojo vojsko za noč premaknil na hrib severno od Trentona.

### Washingtonova odločitev
Ponoči je ameriško topništvo pod poveljstvom Henryja Knoxa občasno streljalo na Trenton, da bi Britance držalo na robu. Tako kot Cornwallis je tudi Washington sklical vojni svet. Ubral bi malo znano kvekersko cesto, ki vodi v Princeton in njegov vojni svet se je strinjal, da bo napadel tamkajšnjo britansko garnizijo. Do 2. ure zjutraj 3. januarja je bila vojska že na poti v Princeton. Washington je za seboj pustil 500 mož in dva topova, da so kurili ogenj in povzročali hrup s krampi in lopatami, da bi Britanci mislili, da se vkopavajo. Do jutra so se tudi ti možje evakuirali in ko so Britanci napadli, so bile vse ameriške čete že daleč stran.

## Žrtve
Ocene žrtev se zelo razlikujejo. Howard Peckham boje 2. januarja beleži kot dva ločena spopada, ki ju uvršča med "manjše bitke". V prvem, pri Five Mile Runu, ne navaja ameriških izgub. V drugi bitki, pri Stockton Hollowu, navaja ameriške žrtve kot 6 mrtvih, 10 ranjenih in 1 dezerterja. William S. Stryker pa navaja celotne ameriške izgube 2. januarja kot 1 mrtvega in 6 ranjenih, medtem ko David Hackett Fischer pravi, da so imeli 100 mrtvih in ranjenih.
Peckham navaja britanske izgube pri Five Mile Runu kot 1 mrtvega Hessijca, izgube za Stockton Hollow pa kot "vsaj" 10 mrtvih, 20 ranjenih in 25 ujetih. Edward J. Lowell navaja izgube Hessijcev 2. januarja kot 4 mrtve in 11 ranjenih. David Hackett Fischer navaja britanske žrtve kot 365 ubitih, ranjenih ali ujetih.

## Posledice
Do jutra 3. januarja je Washington dosegel Princeton. Po kratki bitki so bili Britanci tam odločno poraženi, precejšnje število pripadnikov garnizije pod poveljstvom Mawhooda pa je bilo ujetih. Po tretjem porazu v desetih dneh je Cornwallisov nadrejeni, general William Howe, ukazal vojski, naj se umakne iz južnega New Jerseyja in skoraj nazaj v New York. To so storili in pustili prednje položaje v New Brunswicku, New Jersey. Washington je svojo vojsko premaknil v Morristown, New Jersey na zimsko bivanje.

## Zapuščina
Bitka je bila obeležena 21. aprila 1789 s slavolokom, postavljenim na mostu čez potok Assunpink med sprejemom Georgea Washingtona v Trentonu na poti na njegovo prvo inavguracijo.
Leta 1792 je ameriški umetnik John Trumbull naslikal portret naravne velikosti Washingtona, General George Washington v Trentonu, ki ga prikazuje po bitki, kako stoji južno od mostu čez potok Assunpink.